# HD 188753

Animatie van de opbouw van HD 188753

HD 188753 is een stelsel van drie sterren in het sterrenbeeld Zwaan op 149 lichtjaar van de aarde.  De sterren in het stelsel hebben een afstand tot elkaar die ongeveer gelijk is aan de afstand tussen Saturnus en de Zon. Een van de sterren is een gele hoofdreeksster, de andere een oranje hoofdreeksster, de laatste een rode dwerg (ook een hoofdreeksster).
De magnitude van het stelsel bedraag +7,43. Dit is te zwak om waar te kunnen nemen met het blote oog, maar met een kleine telescoop is het stelsel goed zichtbaar. George Washington Hough ontdekte in 1895 dat het een meervoudige ster was.
In dit stelsel werd met de Kecktelescoop in juli 2005 door de Poolse astronoom Maciej Konacki een planeet van 1,14 Jupitermassa's ontdekt: HD 188753Ab. Deze deed wetenschappers denken aan de planeet Tatooine uit Star Wars en men praat nu over een Tatooineachtige planeet.
Volgens de huidige denkbeelden (die van 2005) over het ontstaan van planetenstelsels zou men bij meervoudige sterren echter geen planeten verwachten. Het feit dat planeten in dit soort sterrentrio's voor kunnen komen kan betekenen dat schattingen voor het aantal planeten in het melkwegstelsel naar boven bijgesteld moeten worden, immers, zo'n 60% van de sterren is onderdeel van een meervoudige ster.
HD 188753Ab is niet de eerste planeet die bij een dubbelster gevonden is: in 2003 werd reeds een exoplaneet ontdekt rond Gamma Cephei. Bij deze dubbelster draaien de sterren echter op dusdanige afstand om elkaar heen dat ze niet veel invloed op elkaar hebben.
Het stelsel HD 188753 zit relatief dicht opeengepakt: de begeleidende sterren, HD 188753B en HD 188753C, draaien beide op een afstand van zo'n 12 AE (ongeveer de afstand  aarde-Saturnus) rond de zwaardere, centrale ster, HD 188753A. Dit gebeurt met een omlooptijd van 25,7 jaar. De planeet draait op een vrij korte afstand, 0,05 AE, ook om deze centrale ster heen. De twee begeleidende sterren draaien verder nog om elkaar heen, in een soort van pirouette, met een omlooptijd van 156 dagen.
De in juli 2005 ontdekte planeet behoort tot de klasse van hete Jupiters, een veelgevonden soort exoplaneten die relatief zwaar zijn en een omlooptijd van slechts enkele dagen hebben. De vondst doorkruist de in 2005 bestaande speculaties dat dit soort planeten op relatief grote afstand van hun ster gevormd worden en later naar binnen bewegen. Men probeerde met deze vermoedens de vondst van hete Jupiters te laten rijmen met bestaande theorieën over het ontstaan van planetenstelsels, maar het ziet ernaar uit dat deze theorieën definitief op de schop moeten. De ontdekkers trekken een voorzichtige conclusie dat het ernaar uitziet dat de protoplanetaire schijven, waar planeten uit ontstaan, vrij divers van opbouw kunnen zijn en dat het zonnestelsel niet noodzakelijk een voorbeeld voor alle sterren is.